# Indywidualne Mistrzostwa Polski w Zapasach 2018

## Mistrzostwa Polski w Zapasach2018

### Kobiety
26. Mistrzostwa Polski – 6–7 kwietnia 2018, Koronowo

### Mężczyźni
- styl wolny

71. Mistrzostwa Polski – 7–8 lipca 2018, Teresin
- styl klasyczny

88. Mistrzostwa Polski – 22–23 czerwca 2018, Radom

## Medaliści

### Kobiety
| Kategoria: | Złoto:                                     | Srebro:                              | Brąz:                                                                    |
| 50 kg      | Anna Łukasiak AZS-AWF Warszawa             | Weronika Sikora Grunwald Poznań      | Beata Kośla Olimpijczyk Radom Anna Król Cement Gryf Chełm                |
| 53 kg      | Iwona Matkowska Grunwald Poznań            | Julita Omilusik Ares Wałbrzych       | Katarzyna Kamińska Cement Gryf Chełm Magdalena Majos ZKS Koszalin        |
| 55 kg      | Katarzyna Krawczyk Cement Gryf Chełm       | Daria Szymeczko Slavia Ruda Śląska   | Ilona Sobczyńska Cement Gryf Chełm Weronika Szewczyk Unia Racibórz       |
| 57 kg      | Jowita Wrzesień CSiR Dąbrowa Górnicza      | Karolina Gackowska Gryf Wojnowo      | Patrycja Gil LUKS Suples Kraśnik Magdalena Głodek Bloczek Team Pelplin   |
| 59 kg      | Katarzyna Mądrowska Feniks Pesta Stargard  | Karolina Wieczerza Cement Gryf Chełm | Magdalena Finowska CSiR Dąbrowa Górnicza Marta Mechocka Mazowsze Teresin |
| 62 kg      | Natalia Kubaty Slavia Ruda Śląska          | Agnieszka Król Unia Racibórz         | Magdalena Kisielińska WLKS Siedlce Katarzyna Michalak AZS-AWF Warszawa   |
| 65 kg      | Nikola Chluba Dąb Brzeźnica                | Patrycja Dudek Cement Gryf Chełm     | Aleksandra Kotlewska Albatros Wolin Agata Tatar Dąb Brzeźnica            |
| 68 kg      | Monika Michalik Grunwald Poznań            | Weronika Michalska Cement Gryf Chełm | Karina Konarska Cement Gryf Chełm Oktawia Skraińska Sokół Lublin         |
| 72 kg      | Agnieszka Wieszczek-Kordus Grunwald Poznań | Kamila Kulwicka Slavia Ruda Śląska   | Kinga Kurkowiak Grunwald Plewiska Dorota Struszewska Cement Gryf Chełm   |
| 76 kg      | Natalia Strzałka Slavia Ruda Śląska        | Karolina Nogaj Sobieski Poznań       | Patrycja Howis AZS-AWF Warszawa Anna Urbanowicz Cement Gryf Chełm        |

### Mężczyźni

#### Styl wolny
| Kategoria: | Złoto:                                  | Srebro:                                | Brąz:                                                                |
| 57 kg      | Robert Dobrodziej Budowlani Łódź        | Adrian Wagner Mazowsze Teresin         | Dominik Lubelski Mazowsze Teresin Jan Zaszczerzyński Budowlani Łódź  |
| 61 kg      | Grzegorz Łabus Slavia Ruda Śląska       | Wiktor Szmulaj Mazowsze Teresin        | Marcin Kluczek Mazowsze Teresin                                      |
| 65 kg      | Krzysztof Bieńkowski AKS Białogard      | Eryk Maj Śląsk Milicz                  | Tomasz Stasicki LMKS Krasnystaw Dawid Takunow AKS Białogard          |
| 70 kg      | Mateusz Nejman ZTA Zgierz               | Przemysław Swatek LMKS Krasnystaw      | Dawid Króliczek Mazowsze Teresin Dawid Strzałka Slavia Ruda Śląska   |
| 74 kg      | Marcin Majka ZTA Zgierz                 | Mateusz Kampik Dąb Brzeźnica           | Paweł Malicki Orzeł Namysłów Bartłomiej Żuraw Iskra Spiczyn          |
| 79 kg      | Andrzej Sokalski Slavia Ruda Śląska     | Cezary Sadowski AKS Białogard          | Rafał Paliński Mazowsze Teresin Krzysztof Sadowik Śląsk Milicz       |
| 86 kg      | Radosław Marcinkiewicz Orzeł Namysłów   | Robert Michta Mazowsze Teresin         | Patryk Dublinowski AKS Białogard Hubert Mazurek Iskra Spiczyn        |
| 92 kg      | Zbigniew Baranowski AKS Białogard       | Kamil Wojciechowski Slavia Ruda Śląska | Maciej Balawender Grunwald Poznań Matthew Wróblewski Grunwald Poznań |
| 97 kg      | Mateusz Filipczak LKS Ceramik Krotoszyn | Mariusz Zdanowski Mazowsze Teresin     | Mateusz Nowak Stal Rzeszów Aleksander Wojtachnio Pogoń Ruda Śląska   |
| 125 kg     | Robert Baran LKS Ceramik Krotoszyn      | Kamil Kościółek Stal Rzeszów           | Mateusz Kareciński Olimpijczyk Radom Kamil Pałysko Mazowsze Teresin  |

#### Styl klasyczny
| Kategoria: | Złoto:                                     | Srebro:                                    | Brąz:                                                                          |
| 55 kg      | Dawid Szkodziński AKS Piotrków Trybunalski | Maciej Parszewski Olimpijczyk Radom        | Krzysztof Jończyk AKS Piotrków Trybunalski Jakub Ściegliński Olimpijczyk Radom |
| 60 kg      | Przemysław Piątek Olimpijczyk Radom        | Dominik Dudziński Olimpijczyk Radom        | Dawid Ersetic Unia Racibórz Michał Tracz Śląsk Wrocław                         |
| 63 kg      | Mateusz Szewczuk Unia Racibórz             | Karol Socha AKS Piotrków Trybunalski       | Patryk Kobiałka Olimpijczyk Radom Piotr Puchalski Legia 1926 Warszawa          |
| 67 kg      | Gework Sahakian Cartusia Kartuzy           | Mateusz Bernatek AKS Piotrków Trybunalski  | Arkadiusz Gucik Unia Racibórz Grzegorz Wanke Unia Racibórz                     |
| 72 kg      | Edgar Melkumov Fundacja Morena Żukowo      | Bartosz Skóra AKS Piotrków Trybunalski     | Mateusz Piotr Nowak Olimpijczyk Radom Roman Pacurkowski AZS-AWF Warszawa       |
| 77 kg      | Dawid Klimek Śląsk Wrocław                 | Jacek Tomaszewski AKS Piotrków Trybunalski | Piotr Przepiórka Olimpijczyk Radom Mateusz Wolny Unia Racibórz                 |
| 82 kg      | Edgar Babayan Sobieski Poznań              | Krzysztof Niklas Cartusia Kartuzy          | Maksym Zacharczuk AZS-AWF Warszawa Damian Zuba Olimpijczyk Radom               |
| 87 kg      | Arkadiusz Kułynycz Olimpijczyk Radom       | Łukasz Fafiński Olimpijczyk Radom          | Filip Chrząszcz Pogoń Ruda Śląska Tadeusz Michalik Sobieski Poznań             |
| 97 kg      | Marcin Olejniczak Sobieski Poznań          | Gerard Kurniczak Sobieski Poznań           | Piotr Główka Cement Gryf Chełm Łukasz Konera AKS Piotrków Trybunalski          |
| 130 kg     | Rafał Krajewski Legia 1926 Warszawa        | Marcin Luto AZS-AWF Warszawa               | Łukasz Banak Śląsk Wrocław Rafał Płowiec Olimpijczyk Radom                     |